# Kegeloefeningen
Kegeloefeningen zijn lichaamsoefeningen die de bekkenbodemspier trainen, genoemd naar Arnold Kegel, de gynaecoloog die ze heeft uitgevonden.
De bekkenbodemspier is de spier die men voelt als men tijdens het urineren de plas ophoudt. Bij de man kan deze de penis tijdens een erectie op en neer bewegen. De Kegeloefeningen werden oorspronkelijk gebruikt om incontinentie tegen te gaan, maar tegenwoordig worden ze ook aangeleerd als herstel-oefening na een geboorte (waarbij de bekkenbodemspieren sterk opgerekt worden) en om het seksueel plezier te stimuleren zoals dit gaat bij pompoir.

## Oefeningen
Er zijn drie soorten oefeningen. De eerste bestaat erin de bekkenbodemspier gedurende twee tot tien seconden op te spannen en daarna weer los te laten. Bij de tweede oefening drukt men de spier naar beneden, op dezelfde manier als men zich ontlast. Op deze manier gaat de bekkenbodemspier zich ontspannen. Tijdens de laatste oefening moet men de spier zo snel mogelijk spannen en daarna onmiddellijk weer ontspannen.
Een set bestaat uit tien herhalingen van elk van de drie oefeningen. Er moeten vijf sets per dag worden uitgevoerd. Na een paar weken wordt de hoeveelheid opgedreven tot 30 herhalingen per set.
Bij de man kunnen de Kegeloefeningen de kracht van de ejaculatie versterken en het aantal samentrekkingen verhogen. De getrainde bekkenbodemspier kan ook gebruikt worden om een zaadlozing in kracht te verminderen, zodat 10 tot 20 minuten later een nieuw orgasme kan volgen. Ook bij de vrouw kan men met de Kegeloefeningen het orgasme beïnvloeden. Onderzoekers aan de Universiteit
van New York onderzochten met een speciaal apparaat de sterkte van de spierpulsen in de vagina's van 30 vrouwen. De metingen wezen uit dat de vrouwen uit de studiegroep die de Kegeloefeningen deden, sterkere spierpulsen hadden en sneller seksueel opgewonden raakten dan andere vrouwen.

## Hulpmiddelen
Voor het uitvoeren van kegeloefeningen ter versterking van de bekkenbodemspieren kunnen kegel ballen worden gebruikt. Deze worden ook wel vaginale balletjes, ben-wa balletjes of geisha balletjes genoemd.
Wetenschappelijk onderzoek naar vaginale ballen verricht door Jan Perkins concludeerde dat ondanks een aantal praktische en theoretische zorgen, er een adequaat klinisch bewijs is dat het gebruik van vaginale ballen ondersteunt in bepaalde groepen. Vaginale ballen kunnen een effectieve training zijn voor vrouwen die een lichte tot gemiddelde vorm van stress incontinentie hebben. Vaginale gewichten lijken het effect van bekkenbodemspier oefeningen te vergroten.
In 2001 verrichtte Glavind een (klein) pilot-onderzoek waarbij 6 vrouwen geisha balletjes 15 minuten per dag gedurende 1 week moesten dragen, en vervolgens een half uur per dag. Dit moesten zij 12 weken doen, elke week met uitzondering van de dagen dat ze ongesteld waren. De vrouwen moesten ze dragen tijdens hun dagelijkse bezigheden. Na 12 weken concludeerde Glavind dat de geisha ballen simpel en effectief waren. Alle 6 vrouwen gaven aan dat hun incontinentie minder of helemaal geen probleem meer was.
Onderzoek van Arvonen in 2000 onder 37 vrouwen wees uit dat het trainen met vaginale balletjes een effectieve manier is bij stress incontinentie en het verminderen van ongewild urine verlies. De vrouwen die de vaginale balletjes hadden gebruikt bleken na 4 maanden significant minder problemen te hebben dan de groep vrouwen die deze balletjes niet hadden gebruikt.